# Drapetis flavicollis
Drapetis flavicollis är en tvåvingeart som beskrevs av Becker 1909. Drapetis flavicollis ingår i släktet Drapetis och familjen puckeldansflugor.
Artens utbredningsområde är Etiopien. Inga underarter finns listade i Catalogue of Life.